# Susana Raffalli Arismendi
Susana Raffalli Arismendi (Caracas, Veneçuela) és una nutricionista, veneçolana, professional acreditada en protecció i assistència humanitària, defensora de Drets humans, amb una trajectòria professional de més de 20 anys en els àmbits de la seguretat alimentària i la nutrició pública en diversos continents.

## Educació
Va estudiar en el col·legi Sant Josep de Tarbes, a Caracas, es va graduar com nutricionista a la Universitat Central de Veneçuela i va cursar el postgrau d'especialització en nutrició clínica del Centre Mèdic de Caracas, on va ser alumna de la Dra. Josefa Vives. Susana va confiar a la doctora Josefa la seva intenció d'especialitzar en el maneig de nens amb «errors innats del metabolisme». La seva mentora la va recolzar i li va recomanar estudiar al millor centre especialitzat en l'àrea, l'Hospital Johns Hopkins de Baltimore, als Estats Units, per cursar un internat docent en nutrició i gastroenterologia pediátrica.
Raffalli va sol·licitar tres vegades una beca Fundayacucho, sense rebre-la. Va rebre un crèdit educatiu que va reintegrar després amb l'ajut de la Fundació Eliodoro González, els fabricants de Ponche Crema, que van cobrir les seves despeses durant un any, 1993. Una companya veneçolana que estudiava malària li va recomanar considerar el mestratge en Nutrició Internacional de l'Escola de Salut Pública de Johns Hopkins. Tot i que Susana no tenia recursos per inscriure-s'hi formalment, va assistir i va finalitzar el programa en qualitat d'oient per a totes les assignatures.
En les primeres classes van debatre sobre Biafra, un estat que es va independitzar de Nigèria durant tres anys i era un cas emblemàtic de fam a l'Àfrica, van discutir sobre una epidèmia de ceguesa a Cuba durant el Període especial, la qual podia tenir causes nutricionals, i van estudiar les raons polítiques de la fam a la Xina durant l'època de Mao Zedong i a la Unió Soviètica de Joseph Stalin.
Susana va decidir abandonar la nutrició clínica per dedicar-se a la pública dos mesos després d'arrencar el curs, i al següent mes a Baltimore es va conformar un equip de nutricionistes guatemalencs de l'Institut de Nutrició de Centreamèrica i Panamà (INCAP), un dels laboratoris d'investigació de fam i nutrició més important d'Amèrica Llatina. Raffalli va decidir anar-se'n a Guatemala per fer el mestratge i formar-se en polítiques públiques de nutrició, amb el suport financer de la Fundació Andreu Mata del diari El Universal.
Susana va estudiar economia política dels sistemes alimentaris, va analitzar els plans de diversos països llatinoamericans i va viatjar per Amèrica Central per conèixer projectes comunitaris de gestió alimentària. Al tornar a Veneçuela per realitzar la seva tesi de grau, va proposar un arranjament tipus economat comunal per facilitar l'accés alimentari en Catuche, un barri a Caracas que va créixer sense planificació ni serveis públics, en una muntanya al costat d'una trencada.
Raffalli va completar els seus estudis de postgrau especialitzant-se en seguretat alimentària en l'àmbit poblacional i en gestió d'emergències humanitàries en els programes de l'Institut de Nutrició de l'Amèrica Central i Panamà de l'OPS a Guatemala -INCAP-, a la Universitat Complutense de Madrid i amb el Comitè Permanent Interagencial per a Assumptes Humanitaris IASC.

## Carrera
Susana va començar la seva carrera per organitzacions internacionals abans de lliurar la tesi. Aaron Lechtig, director per a Assumptes de Nutrició a Amèrica Llatina d'UNICEF, Va conèixer a Raffalli després de donar una conferència a l'INCAP i li va proposar reemplaçar al seu assistent, qui es retirava de permís postnatal, a l'oficina d'UNICEF a Bogotà, proposta que Susana va acceptar. Quan va acabar el seu contracte amb UNICEF, Raffalli va tornar a l'INCAP per coordinar un programa de monitoratge de la seguretat alimentària a Centreamèrica. El 1998, l'huracà Mitch va devastar els circuits alimentaris a Guatemala, Hondures, Nicaragua, El Salvador i la península de Yucatán, on va aprendre a rehabilitar nutricionalment a poblacions en emergencia.
El 2004, va viatjar a Madrid i va fer un curs en gestió d'emergència humanitària amb èmfasi en alimentació, impartit per la Creu Roja espanyola i la Universitat Complutense de Madrid. Més endavant Susana es va postular a un càrrec en gestió de riscos a Oxfam Internacional, una coalició d'ONG que fes treball humanitari a 90 països, on va organitzar el retorn dels damnificats a les seves comunitats després del tsunami a Indonèsia. Raffalli també va treballar en Acció Contra la Fam i en l'Organització de les Nacions Unides per a l'Alimentació i l'Agricultura (FAO), estant a Angola, Afganistan, Pakistan, el Sàhara Occidental i en Colombia.
Després de 20 anys al circuit d'ajuda humanitària, Oxfam la va nomenar coordinadora regional per al Sud-est Asiàtic del seu programa de seguretat alimentària en emergències; va treballar a les Filipines, Vietnam, Cambotja, Tailàndia, Indonèsia i Birmània, on va escriure un dels pocs programes de l'agència sobre seguretat alimentària, drets humans i governança. A Birmània Susana es va veure obligada a entrar en el camp de la defensa dels drets humans en documentar crims d'Estat relacionats amb l'alimentació perpetrats per la Junta Militar. El 2008 va presenciar la neteja ètnica dels rohingyas i la devastació que va ocasionar el cicló Nargis, on van morir més de 78 mil persones i milers més desaparegueren.
Susana va tornar a Veneçuela després que li diagnostiquessin càncer a les seves germanes Marianella i Noni. Des d'aquesta emergència particular, familiar, Raffalli es va preocupar per veure l'erosió de la seguretat alimentària a Veneçuela i va sentir la necessitat d'alertar i contribuir a mitigar una situació semblant a la que li va tocar viure a Birmània. Va començar la seva col·laboració amb Càritas de Veneçuela, l'associació Meals4Hope, el Programa Veneçolà d'Educació-Acció en Drets Humans (PROVEEIXI); la Xarxa Veneçolana pels Drets Humans de nens, nenes i Adolescents entre d'altres.
Janeth Márquez, la directora de Càritas Veneçuela, li va proposar a Susana que la assessorés en el disseny i gestió d'un Sistema de Monitorització, Alerta i Atenció en Nutrició i Salut (Saman) per a la protecció i supervivència infantil. En poc temps, Saman es va convertir en un dels pocs instruments que registrava en temps real l'emergència humanitària a Veneçuela, i per al 2016 Raffalli va assumir el càrrec de portaveu que divulgava amidaments i analitzava la fam en un país censurat, on el govern negava la crisi.
Per 2018, Susana va participar en una de les audiències de la Comissió Interamericana de Drets Humans com a representant de Càritas Venezuela.

## Reconeixements
L'any 2017 rep el Premi Nacional de Drets Humans de la Coordinadora de Drets Humans de la societat civil veneçolana i és reconeguda com una de les 10 dones el treball va destacar en l'àmbit nacional pel portal de comunicació EfectoCocuyo.
En 2018, coincidint la celebració de l'70è aniversari de la Declaració Universal dels Drets Humans, Raffalli va rebre el Premi Franco-Alemany de Drets Humans atorgat pels governs de França i Alemanya i va ser llistada per la revista Americas Quarterly com una de les 10 persones Que (Algun Dia) Reconstruiran Venezuela.
El 2019 és guardonada pel seu servei públic amb el "Woodrow Wilson Awards (Award for Public Service)" del Programa Llatinoamericà de l'Woodrow Wilson International Center for Scholars de la Smithsonian Institution i és distingida amb el guardó premi "Alma Mater 2019" atorgat per l'associació de titulats de la Universitat Central de Veneçuela, la seva casa d'estudis.